# Crazyhouse

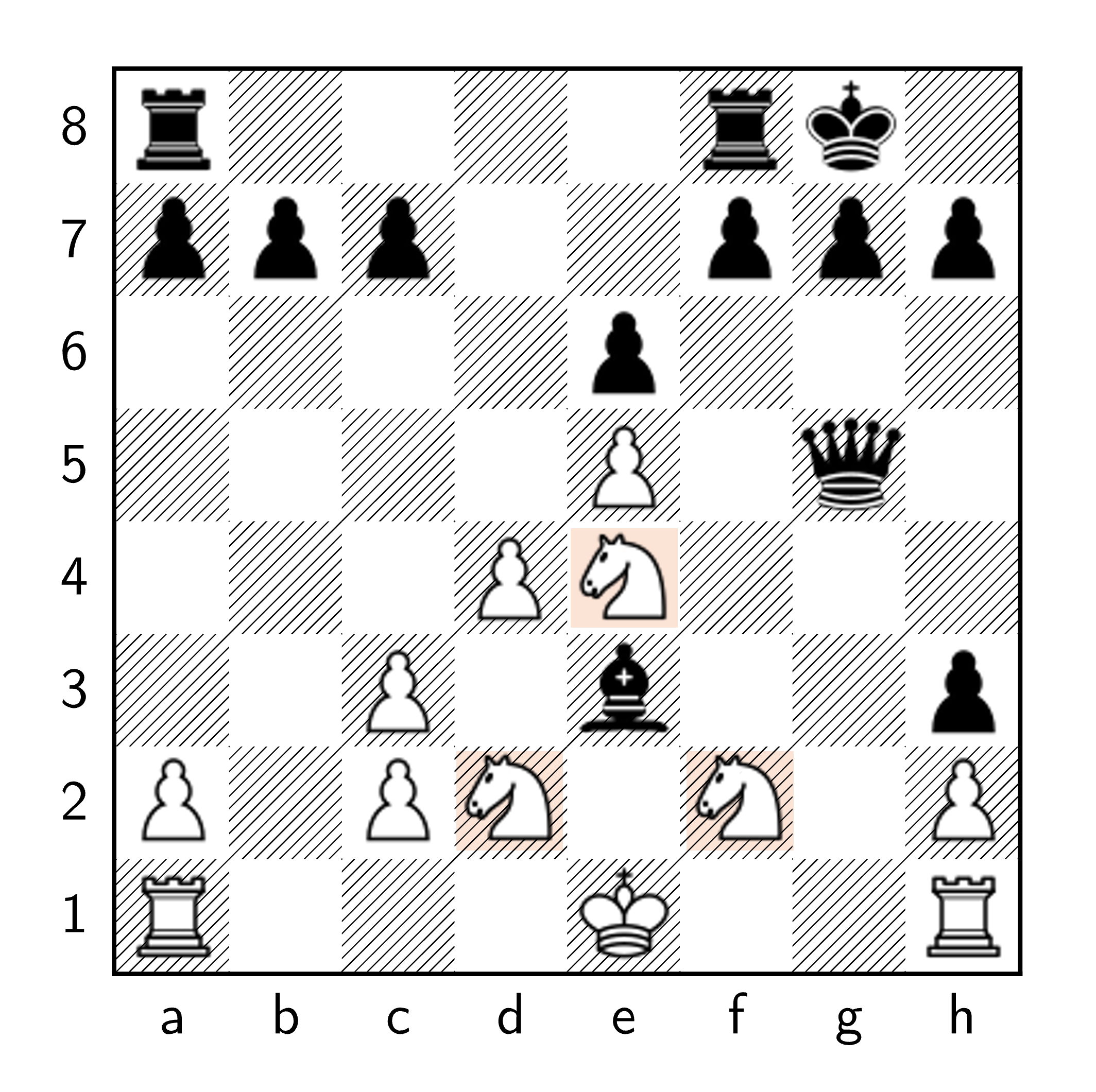
Embora incomum, disposição típica de peças em uma partida de Crazyhouse. As Brancas possuem um cavalo extra, após captura.

Crazyhouse consiste em uma variação do xadrez ocidental, onde as peças que um jogador captura podem ser usadas a sua disposição, sendo colocadas em qualquer lugar do tabuleiro, desde que seja sua vez. A única limitação a essa regra é sobre a colocação do peão, o mesmo não pode ser colocado na oitava fileira do tabuleiro, porque isso caracterizaria promoção, portanto o limite para a colocação do peão restringe-se a sétima fileira.
Seguindo os mesmos princípios básicos do xadrez, uma peça não pode ser colocada em jogo se o rei estiver em xeque, ou seja, atacado por uma peça inimiga, exceto se a peça colocada defenda o rei do ataque da peça inimiga em questão.
Vence o jogo quem, assim como no xadrez comum, aplicar xeque-mate em seu adversário.